# Oberhof (Dielheim)

Wappen des Oberhofs

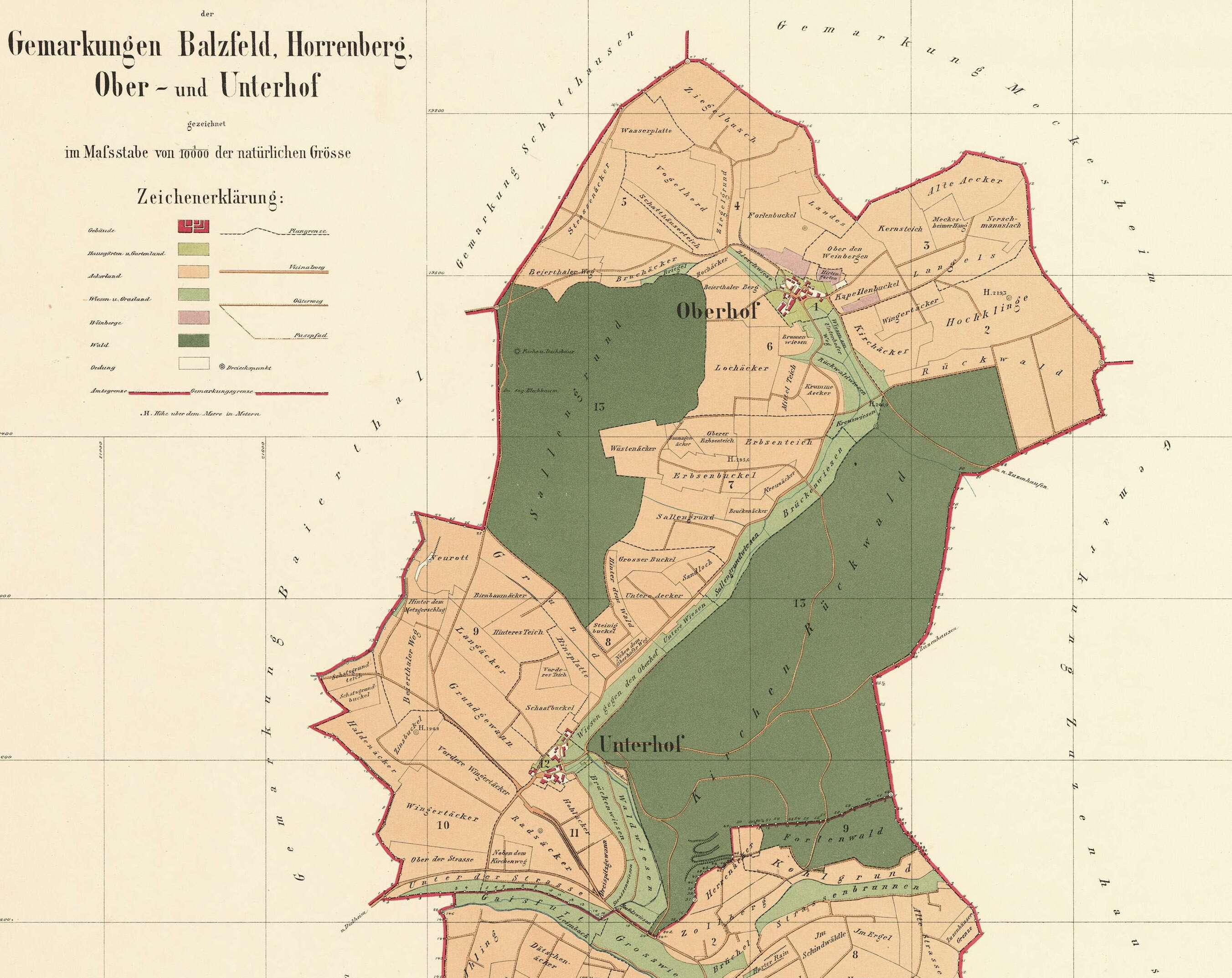
Gemarkung Oberhof, Stand 1878

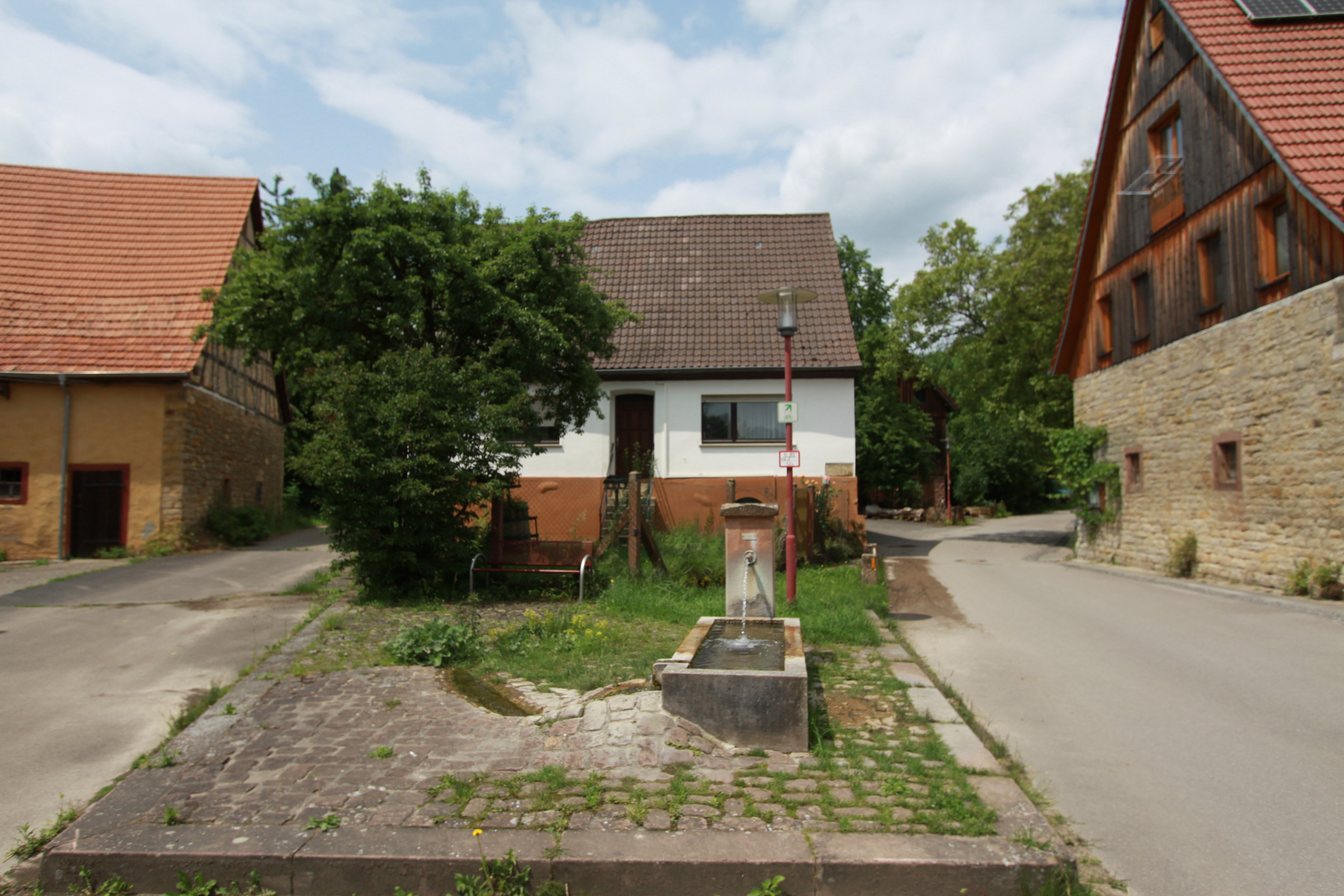
Im Ortskern des Oberhofes

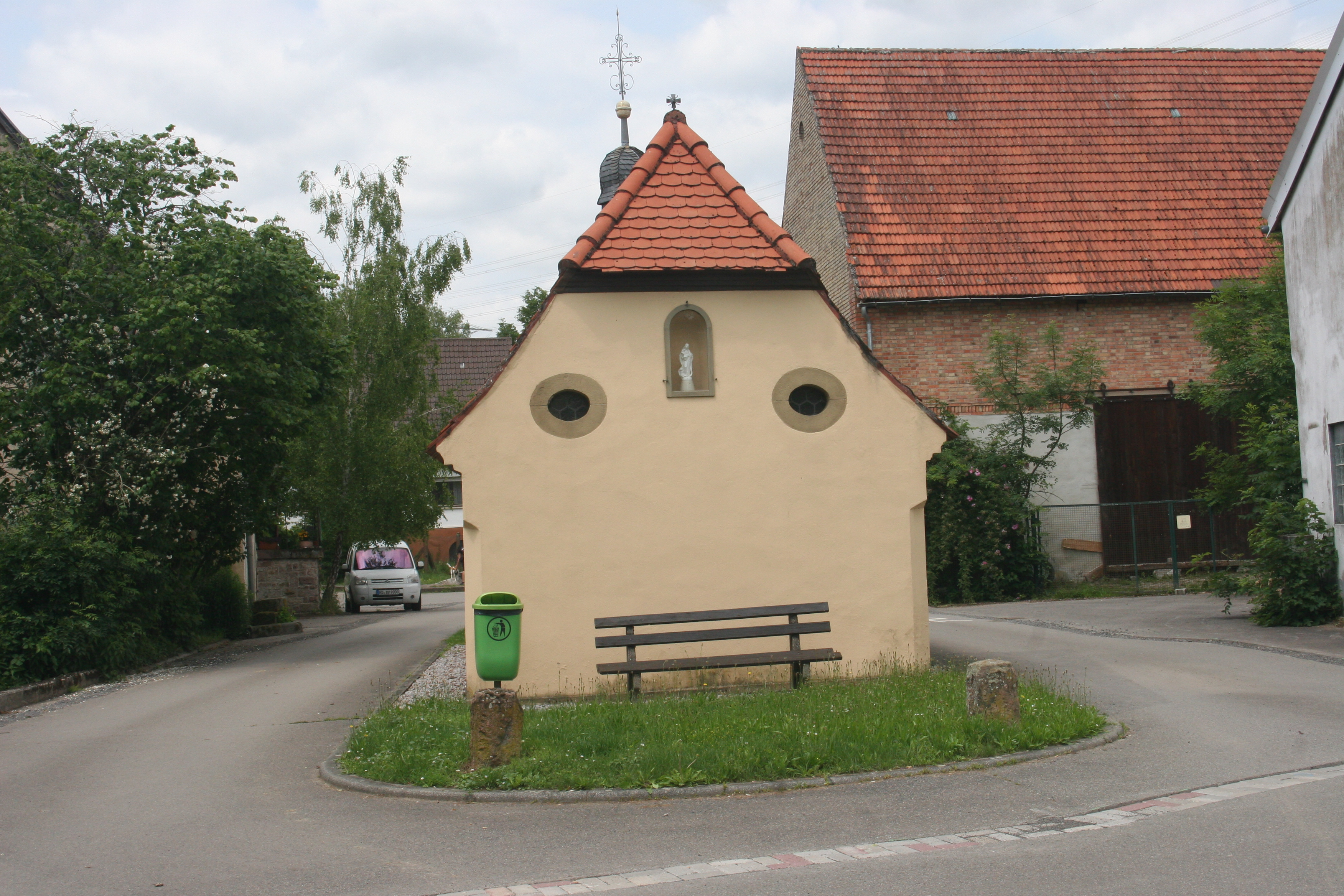
Kapelle im Oberhof

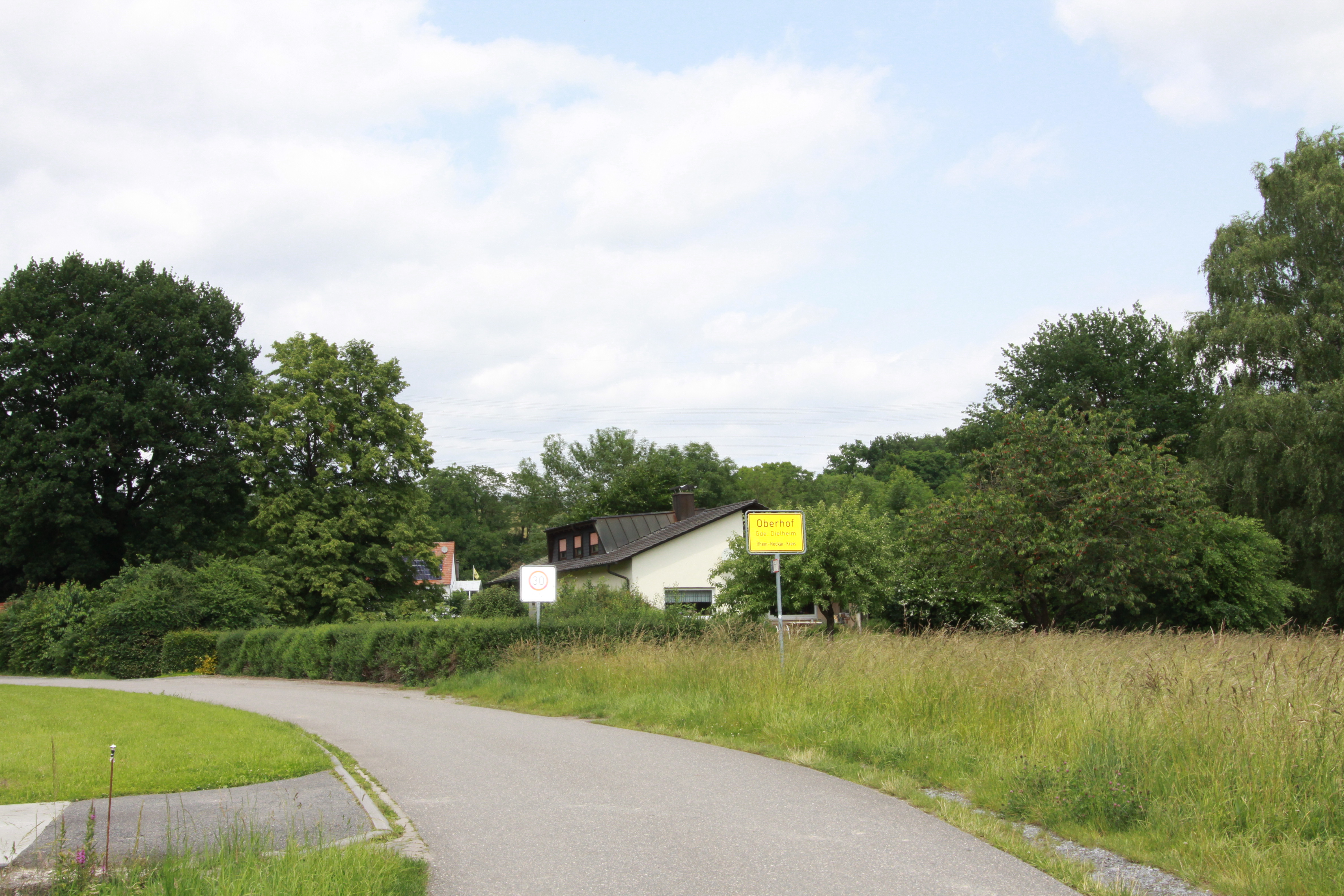
Ortseingang des Oberhofes

Der Oberhof ist ein Wohnplatz im Nordwesten von Baden-Württemberg. Er liegt auf dem Gebiet der Gemeinde Dielheim im Rhein-Neckar-Kreis.

## Geographie
Der Oberhof liegt in der offenen Landschaft des Kraichgaus in der Quellmulde des Krebsbaches, der von hier nach Süden fließt, um beim Unterhof in den Leimbach zu münden.

## Geschichte
Der Oberhof gilt als Gründung des Hochstifts Speyer im Zuge des Landesausbaus im hohen Mittelalters. Er wurde 1341 erstmals urkundlich erwähnt. Aufgrund der räumlichen Situation blieb sein Charakter als landwirtschaftlich geprägter Weiler bis in die heutige Zeit erhalten.

## Gemeinde
Der Oberhof war stets ein Ortsteil von Horrenberg gewesen. Mit diesem wurde er 1972 nach Dielheim eingemeindet.

## Verkehr
Am Ortseingang des Oberhofes vorbei verläuft die Kreisstraße 4178, die im Unterhof beginnt, über Meckesheim im Nordosten führt und bei Lobenfeld endet.

## Religiöses
Im Oberhof steht die katholische Kapelle St. Magdalena, die 1787 im spätbarocken Stil errichtet worden war.